# Brasília
Brasília este capitala federală a Braziliei și sediul guvernului din Districtul Federal. Administrativ, orașul este situat în Districtul Federal, care este în Regiunea Centru-Vest. Din punct de vedere fizic, acesta este situat în Podișul Braziliei. Are o populație de aproximativ 2.562.963 (3.716.996 în zona metropolitana), estimată de IBGE în 2008, ceea ce  îl face al patrulea cel mai mare oraș din Brazilia. Cu toate acestea, ca zonă metropolitană, el se clasează mai jos, pe locul șase. Brasília este cel mai mare oraș din lume care nu a existat la începutul secolului XX.
Brasilia are cel de-al cincea cel mai mare PIB dintre orașele din America Latină și al treilea din Brazilia. Veniturile medii pe cap de locuitor în oraș sunt de 62.000 R$ reali brazilieni (egal cu aproximativ 30.900 $ sau 23.000 €),  este cel mai mare din Brazilia.
Fiind capitala națională, Brasília este sediul pentru toate cele trei ramuri ale guvernului federal al Braziliei. Orașul găzduiește, de asemenea, sediul central al multor companii braziliene. Politicile de planificare, cum ar fi amplasarea de clădiri rezidențiale în jurul zonelor verzi vaste, precum și construirea orașului în jurul bulevardelor mari și împărțind-o în sectoare, au stârnit dezbateri și considerații asupra vieții în marile orașe ale secolului XX. Orașul se împarte în cartiere numerotate, precum și în sectoare de activități specifice, cum ar fi Sectorul Hotelier, Sectorul Bancar sau Sectorul Ambasadelor. Brasília găzduiește 124 de ambasade străine.
Orașul a fost planificat și dezvoltat în 1956 de Lúcio Costa - urbanist principal, Oscar Niemeyer - arhitectul principal și Roberto Burle Marx - arhitect peisagist. Este singurul oraș-capitală din întreaga lume construit în întregime în secolul XX și trecut de UNESCO în lista Patrimoniului Cultural al Umanității, datorită arhitecturii sale. La 22 aprilie 1960 a devenit în mod oficial capitala națională a Braziliei. Privit de sus, partea principală a orașului seamănă cu un avion sau un fluture.  Orașul este denumit în mod obișnuit Capitala Federală, sau pur și simplu BSB. Locuitorii din Brasília sunt cunoscute ca brasilienses sau candangos (acesta din urmă referindu-se la cei care nu sunt născuți în oraș, dar care s-au stabilit aici).
În utilizarea locală, cuvântul „Brasília” se referă de obicei numai la Regiunea Administrativă I (RA I) din Districtul Federal (Distrito Federal), aici se află cele mai importante clădiri guvernamentale. Brasília are un statut unic în Brazilia, deoarece este o diviziune administrativă, și nu un municipiu ca aproape toate orașele din Brazilia. La nivel național, termenul este aproape întotdeauna folosit ca sinonim pentru Districtul Federal, care constituie o unitate indivizibilă federativă, analogă unui stat. Există mai multe orașe satelit care sunt, de asemenea, parte a Districtului Federal.

## Transporturi
Aerportul Internațional Brasília este principalul aeroport din Brasília, conectând capitala cu toate orașele mari din Brazilia și cu mai multe destinații internaționale. Acesta este al treilea cel mai important aeroport din Brazilia, în ceea ce privește pasagerii și mișcări de aeronave.

## Climă
| Date climatice pentru Brasília                                                              | Date climatice pentru Brasília | Date climatice pentru Brasília | Date climatice pentru Brasília | Date climatice pentru Brasília | Date climatice pentru Brasília | Date climatice pentru Brasília | Date climatice pentru Brasília | Date climatice pentru Brasília | Date climatice pentru Brasília | Date climatice pentru Brasília | Date climatice pentru Brasília | Date climatice pentru Brasília | Date climatice pentru Brasília |
| Luna                                                                                        | Ian                            | Feb                            | Mar                            | Apr                            | Mai                            | Iun                            | Iul                            | Aug                            | Sep                            | Oct                            | Nov                            | Dec                            | Anual                          |
| ------------------------------------------------------------------------------------------- | ------------------------------ | ------------------------------ | ------------------------------ | ------------------------------ | ------------------------------ | ------------------------------ | ------------------------------ | ------------------------------ | ------------------------------ | ------------------------------ | ------------------------------ | ------------------------------ | ------------------------------ |
| Maxima medie °C (°F)                                                                        | 26.9 (80,4)                    | 26.7 (80,1)                    | 27.1 (80,8)                    | 26.6 (79,9)                    | 25.7 (78,3)                    | 25.2 (77,4)                    | 25.1 (77,2)                    | 27.3 (81,1)                    | 28.3 (82,9)                    | 27.5 (81,5)                    | 26.6 (79,9)                    | 26.2 (79,2)                    | 26,6 (79,9)                    |
| Media zilnică °C (°F)                                                                       | 21.6 (70,9)                    | 21.8 (71,2)                    | 22.0 (71,6)                    | 21.4 (70,5)                    | 20.2 (68,4)                    | 19.1 (66,4)                    | 19.1 (66,4)                    | 21.2 (70,2)                    | 22.5 (72,5)                    | 22.1 (71,8)                    | 21.7 (71,1)                    | 21.5 (70,7)                    | 21,2 (70,2)                    |
| Minima medie °C (°F)                                                                        | 17.4 (63,3)                    | 17.4 (63,3)                    | 17.5 (63,5)                    | 16.8 (62,2)                    | 15.0 (59)                      | 13.3 (55,9)                    | 12.9 (55,2)                    | 14.6 (58,3)                    | 16.0 (60,8)                    | 17.4 (63,3)                    | 17.5 (63,5)                    | 17.5 (63,5)                    | 16,1 (61)                      |
| Minima istorică °C (°F)                                                                     | 12 (54)                        | 12 (54)                        | 12 (54)                        | 10 (50)                        | 2 (36)                         | 0 (32)                         | 2 (36)                         | 3 (37)                         | 7 (45)                         | 12 (54)                        | 11 (52)                        | 11 (52)                        | 0 (32)                         |
| Precipitații mm (inches)                                                                    | 241.4 (9.504)                  | 214.7 (8.453)                  | 188.9 (7.437)                  | 123.8 (4.874)                  | 39.3 (1.547)                   | 8.8 (0.346)                    | 11.8 (0.465)                   | 12.8 (0.504)                   | 51.9 (2.043)                   | 172.1 (6.776)                  | 238.0 (9.37)                   | 248.6 (9.787)                  | 1.552,1 (61,106)               |
| Umiditate [%]                                                                               | 78                             | 77                             | 76                             | 74                             | 71                             | 67                             | 63                             | 57                             | 59                             | 69                             | 76                             | 79                             | 70,5                           |
| Nr. de zile cu precipitații (≥ 0.1 mm)                                                      | 19                             | 16                             | 16                             | 9                              | 5                              | 3                              | 3                              | 4                              | 6                              | 14                             | 18                             | 20                             | 133                            |
| Ore însorite                                                                                | 158.1                          | 156.8                          | 179.8                          | 201.0                          | 235.6                          | 252.0                          | 266.6                          | 263.5                          | 204.0                          | 167.4                          | 144.0                          | 139.5                          | 2.368,3                        |
| Sursa nr. 1: World Meteorological Organization., Hong Kong Observatory (sun only 1961–1990) |                                |                                |                                |                                |                                |                                |                                |                                |                                |                                |                                |                                |                                |
| Sursa nr. 2: Weatherbase (record highs, lows, humidity)                                     |                                |                                |                                |                                |                                |                                |                                |                                |                                |                                |                                |                                |                                |

## Istorie
Deși ideea stabilirii capitalei în interiorul țării a fost propusă încă din 1789, construcția orașului a început abia în 1956, iar orașul a fost inaugurat în calitatea sa de capitală la 21 aprilie 1960 de către președintele Juscelino Kubitschek. Străzile sale sunt construite după Planul Pilot implementat de întreprinderea Novacap după un proiect al arhitectului brazilian Lúcio Costa, ales printr-un concurs public. Arhitectul Oscar Niemeyer a proiectat principalele clădiri publice din oraș.  Brasilia este centrul metropolitan al Districtului Federal (Distrito Federal).
Brasília este organizată în orașe-sateliți, printre care se numără.

### Orașe înfrățite
Brasília este înfrățită cu următoarele orașe:
| - Abuja, Nigeria - Amsterdam, Olanda - Beijing, China - Bogotá, Columbia - Boston, SUA - Buenos Aires, Argentina (din 2002) - Canberra, Australia - Doha, Qatar - Guadalajara, Mexic - Khartoum, Sudan | - Lima, Peru - Lisbona, Portugalia - Luxor, Egipt - Montevideo, Uruguay - New York City, SUA (din 2004) - Roma, Italia - Santiago, Chile - Xi'an, China (din 1997) - Washington D.C., SUA (din 2013) |